# Progestogen
Progestogen, cũng progestagen đôi khi bằng văn bản hoặc gestagens,  là một loại hormone steroid mà liên kết với và kích hoạt thụ thể progesterone (PR). Progesterone là progestogen chính và quan trọng nhất trong cơ thể. Các proestogen được đặt tên cho chức năng của chúng trong việc duy trì thai nghén (nghĩa là progestational), mặc dù chúng cũng có mặt ở các giai đoạn khác của chu kỳ động dục và kinh nguyệt.
Các progestogen là một trong ba loại hormone giới tính, loại còn lại là estrogen như estradiol và androgen / steroid đồng hóa như testosterone. Ngoài ra, chúng là một trong năm loại hormone steroid chính, còn lại là androgen, estrogen, glucocorticoid và mineralocorticoid, cũng như các neurosteroid. Tất cả các progestogen nội sinh được đặc trưng bởi khung 21 carbon cơ bản của chúng, được gọi là khung mang thai (C21). Theo cách tương tự, estrogen sở hữu bộ khung estrane (C18) và androgen là bộ khung androstane (C19).
Các thuật ngữ progesterone, progestogen và progestin bị sử dụng lẫn lộn với nhau trong các tài liệu khoa học và trong các bối cảnh lâm sàng. Progestin là progestogen tổng hợp và được sử dụng trong y học. Các ví dụ chính của progestin bao gồm dẫn xuất medroxyprogesterone axetat 17α-hydroxyprogesterone và dẫn xuất norethisterone 19-nortestosterone. Các progestin là các chất tương tự cấu trúc của progesterone và có hoạt tính progestogen tương tự, nhưng khác với progesterone về tính chất dược lý của chúng theo nhiều cách khác nhau.
Ngoài vai trò là hormone tự nhiên, progestogen được sử dụng làm thuốc, ví dụ như trong liệu pháp hormone mãn kinh; để biết thông tin về progestogen dưới dạng thuốc, hãy xem các bài viết về progesterone (thuốc) và progestin.